# 烏爾霍·吉科寧國家公園
烏爾霍·吉科寧國家公園（芬蘭語：Urho Kekkosen kansallispuisto）是位於芬蘭拉普蘭區的一個國家公園。烏爾霍·吉科寧國家公園成立於1983年，面積達2,550平方（985平方英里），是芬蘭面積最大的保護區之一。國家公園名稱來自於芬蘭前總統和總理乌尔霍·吉科宁。